# Coprinopsis romagnesiana
Coprin squamuleux
Espèce
Coprinopsis romagnesiana est une espèce de champignons basidiomycètes de la famille des Psathyrellaceae. Il est aussi connu sou les noms vernaculaires de Coprin squamuleux et Coprin de Romagnesi.

## Systématique

### Synonymes
- Coprinus atramentarius var. squamosus Bresadola (1931)
- Coprinus squamosus (Bresadola) Romagnesi (1946)
- Coprinus romagnesianus Singer (1951)
- Coprinus atramentarius var. romagnesianus(Singer) Krieglsteiner (1991)

## Description
Le chapeau du sporophore est gris brun avec des écailles brunes tirant vers le rouille. Il est plissé, en forme d’œuf puis de cloche.
Les lamelles sont blanches, ensuite brunes et puis noires pourprées.
Le stipe du coprin squamuleux est blanc, sans anneau et présente un bourrelet à la base.

## Habitat et répartition
Le coprin squamuleux est saprophyte et se développe sur du bois pourri ainsi que sur des débris ligneux,.
On peut observer ce champignon entre les mois d'avril et décembre.
Coprinopsis romagnesiana est présent sur l'ensemble des continents, à l'exception de l'Océanie et de l'Antarctique.

## Comestibilité
Le Coprin squamuleux est un champignon comestible à condition que l'on ne consomme pas d'alcool pendant le repas ou dans les 72 heures qui suivent.
Le syndrome coprinien est un empoisonnement dû à la coprine qui, associée à l'alcool, bloque l'acétaldéhyde déshydrogénase et a un effet Antabuse. Ce syndrome « se traduit dans les 30 min à 2 h après la consommation d'alcool par une sensation de malaise, une érythrose cutanée (surtout du visage et de la partie supérieure du thorax), une céphalée, des sueurs, une tachycardie sinusale et une hypotension artérielle ». En raison de ce risque, certains mycologues déconseillent sa consommation.